# 日书
日书是漢代及其之前古人选择时日吉凶的擇日手冊，记载一年中每天分别是否适合于进行婚嫁、生子、丧葬、农作、出行等各项活动，即後世曆書的始祖。在出土的战国秦汉时期的竹简中可以见到许多种版本的日书。日书对研究古代的天文历法和日常生活习俗有较高的史料价值。

## 出土日书实物
- 湖北江陵九店楚简《日书》
- 上博简《日书》残片
- 湖北云梦睡虎地秦简《日书》甲乙种
- 甘肃天水放马滩秦简《日书》甲乙种
- 湖北沙市周家台秦简《日书》
- 湖北江陵岳山秦牍《日书》
- 江陵王家台汉简《日书》
- 湖北随州孔家坡汉简《日书》[1]
- 夏家台楚简《日书》[2]